# Tauri
Tauri je v izmišljenem vesolju Zvezdnih vrat naziv za Zemljo, s katerim jih označujejo pripadniki drugih, nezemljanskih ras. Ime Tauri pomeni prvi svet (Zemlja) s katerega so Goa'uldi pošiljali ljudi skozi zvezdna vrata na druge planete. 